# Schneewalzer
Der Schneewalzer ist ein aus Kärnten stammendes Tanzlied im Walzertakt. Er zählt zu den bekanntesten Melodien in der deutschsprachigen Volksmusikszene.

## Herkunft und Bearbeitungen
Das Werk wurde erstmals 1887 als Walzer Nr. 1 der „Walzer-Idylle“ Ein Sonntag auf der Alm op. 71 von Thomas Koschat (1845–1914) veröffentlicht und trug ursprünglich den Einzeltitel „Jägerständchen“. Koschat gab dazu wie bei früheren (op. 26) und späteren (op. 100) Werken den Vermerk „mit teilweiser Benutzung von Kärntener Volksweisen“ an. Da vor 1887 weder in gedruckten Quellen noch im Kärntner Volksliedarchiv noch im Koschatarchiv eine Aufzeichnung der Melodie zu finden ist, wird das Werk oft als wahrscheinliche Originalkomposition von Koschat angesehen. Den populären Titel Schneewalzer erhielt das Lied erst um 1900 aufgrund des Textanfangs der Urfassung von Koschat „Wann’s kan Schnee mer åber schneibt […]“. Der Text des Refrain-Teils „Den Schneewalzer tanzten wir […]“ ist erstmals in einer Bearbeitung von Willi Bender (1968) nachzuweisen.
Teils werden Liedtexte in verschiedenen Variationen dazu gesungen. Das Musikstück ist offiziell zweiteilig; von komponierenden Musikanten werden nicht selten zusätzliche Melodien angehängt.
Unter den Interpreten des Schneewalzers sind beispielsweise Peter Alexander, Heino, Maria & Margot Hellwig, Edi Bär, Carlo Brunner, Arno Jehli, Martin Nauer, Herbert Roth und Beny Rehmann. Die Ländlerkapelle Oberalp kreierte mit Los duendes Paraguayos eine Version mit Gesang unter dem Titel Üuses Schwiizerland isch chlii (Unser Schweizerland ist klein).